# 聖拉斐爾德奧雷亞穆諾區
聖拉斐爾德奧雷亞穆諾區（西班牙語：San Rafael），是哥斯達黎加的一個區，位於該國東部卡塔戈省，處於卡塔戈東北1公里，面積10.08平方公里，海拔高度1,453米，2010年人口27,249，人口密度每平方公里2,703.27人。